# 高橋歩
高橋 歩（たかはし あゆむ、1972年8月26日 - ）は日本の実業家、著作家。サンクチュアリ・パブリッシング創業者。

## 経歴
東京都出身。神奈川県立柏陽高等学校卒業、神田外語大学中退。映画『カクテル』に憧れて1992年に千葉市にレストランバーをオープンし、横浜市、武蔵野市、父島の4店舗に拡大。1994年にレストランチェーン「サンクチュアリ」を創業し、自伝を刊行するという目的から1995年に出版事業部「サンクチュアリ出版」を立ち上げる。1997年に自伝『毎日が冒険』を出版し、以降多数の自己啓発本を刊行する。1998年に出版事業部を分社化し、サンクチュアリ出版（後のサンクチュアリ・パブリッシング）を設立。1999年に会社の経営権を譲り、夫婦で世界一周旅行に出る。帰国後、沖縄県読谷村でカフェバー兼海辺の宿を開業。2003年に出版社「A-Works」設立。2005年にはアメリカで出版活動を開始。ハワイ島を拠点とする。

## 著書
- はばたけ、オレの自由ドリ
- オモシロキ コトモナキ世ヲ オモシロク
- HEAVEN'S DOOR
- LOVE&FREE NEWYORK EDITION
- 自由への扉
- 愛しあおう。旅にでよう。
- SANCTUARY
- イツモ。イツマデモ。
- 毎日が冒険
- WORLD JOURNEY
- Adventure Life
- LOVE&FREE
- 人生の地図
- ISLAND STORY
- FREEDOM
- 夢は逃げない。逃げるのはいつも自分だ。
- いつもココロに青空を。青空はつながっている。